# Radar Rat Race
Radar Rat Race est un jeu vidéo édité par Commodore et datant de 1981. 
C'est un clone du jeu Rally-X de Namco : les voitures y sont remplacées par des souris, les drapeaux par du fromage et les flaques d'huile par des chats.

## Système de jeu
L'action du jeu se déroule dans un labyrinthe, en vue de dessus, figurant une cave. Le joueur y déplace une souris qui doit manger des fromages en évitant des rats dont le contact est mortel. L'écran ne permet de visualiser que la partie du labyrinthe où se trouve la souris, mais le joueur a accès à un écran radar pour localiser fromages et rats. Plus le jeu avance, plus les rats sont nombreux et les fromages placés en des endroits difficiles à atteindre.

## Accueil
Dans son numéro 3 de janvier-février 1983, le magazine français Tilt chronique la version pour Vic 20 et lui attribue la note de 5/6 pour l'intérêt et le graphisme, en indiquant : 

« La fantaisie de la cartouche est appréciable, d'autant qu'elle s'agrémente d'un graphisme humoristique, et d'effets sonores très amusants. Quant à la vitesse de déplacement des différents objets, elle est, répétons le, proprement extraordinaire ! »